# Bronisław Szymański (geolog)

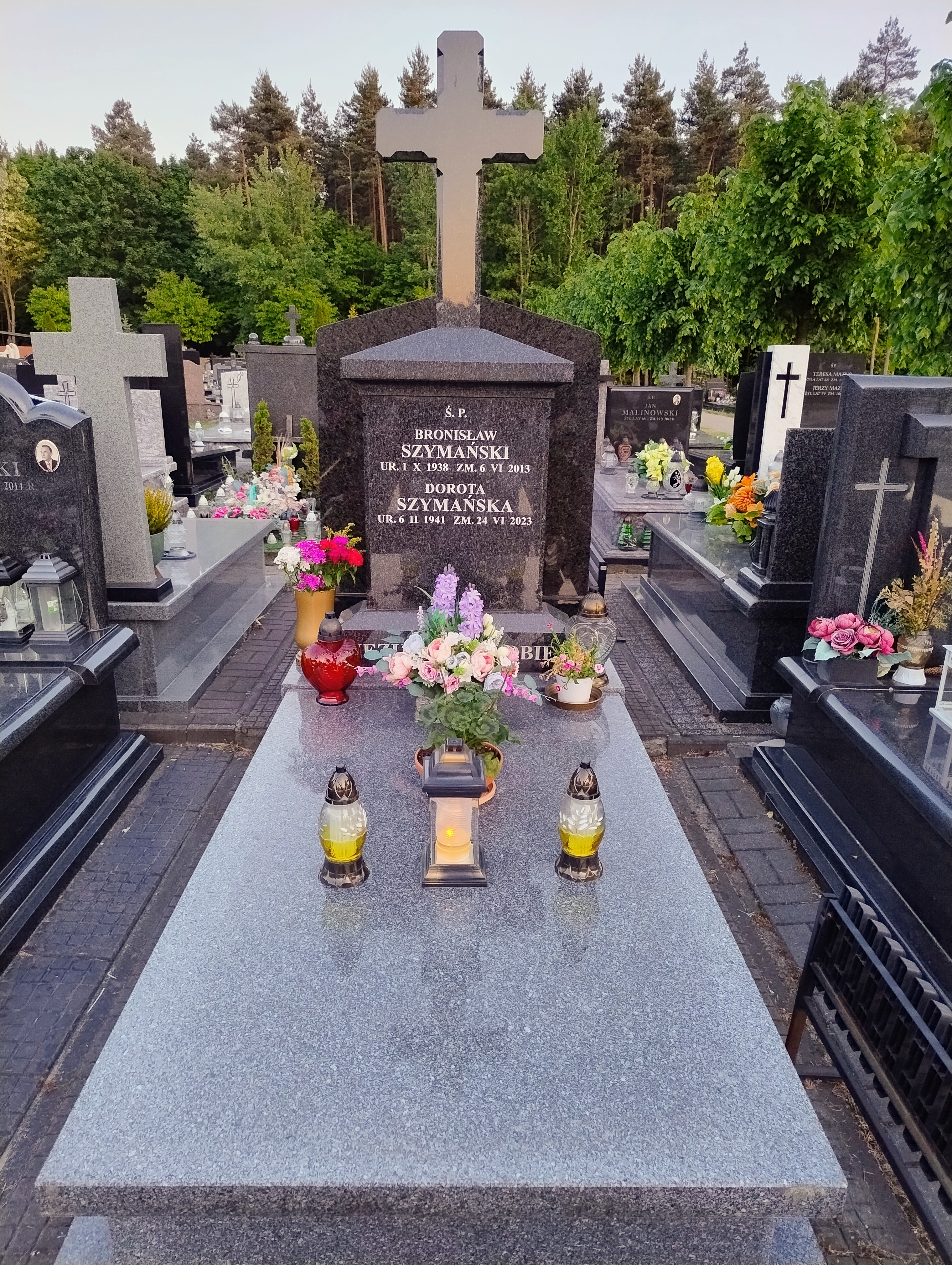
Grób Bronisława Szymańskiego

Bronisław Henryk Szymański (ur. 1 października 1938 w Częstochowie, zm. 6 czerwca 2013 w Warszawie) – polski geolog, stratygraf i petrograf, doktor habilitowany nauk przyrodniczych w zakresie geologii, geologii regionalnej, stratygrafii starszego paleozoiku oraz złóż rud metali, wieloletni docent Państwowego Instytutu Geologicznego, autor publikacji w prasie specjalistycznej.

## Życiorys
Urodził się 1 października 1938 w Częstochowie w rodzinie Elżbiety i Stanisława. Szkołę podstawową ukończył tamże w 1952 . Naukę kontynuował w liceum ogólnokształcącym im. Mikołaja Reja w Warszawie. Po uzyskaniu matury w 1956 rozpoczął studia na Wydziale Geologii Uniwersytetu Warszawskiego, które ukończył w 1962 dyplomem magistra geologii. W latach 1965–1969 studiował na Wydziale Ekonomiki Produkcji SGPiS w Warszawie, uzyskując w 1970 dyplom magistra ekonomii w zakresie ekonomiki przemysłu.

## Praca naukowa
Po ukończeniu studiów w maju 1962 rozpoczął pracę w Instytucie Geologicznym w Warszawie na stanowisku asystenta w Zakładzie Złóż Rud Żelaza. Brał udział w poszukiwaniach złóż rud żelaza w utworach krystalicznych prekambru i w pokrywie osadowej platformy NE Polski. Opracował projekty prac geologiczno-wiertniczych i geofizycznych dla wybranych obszarów obniżenia podlaskiego i wyniesienia mazursko-suwalskiego. Ich celem było rozpoznanie rud oolitowo-szamozytowych w utworach ordowiku na obszarze Białowieży oraz rud oolitowych w osadach kambru dolnego w rejonie Iwanek-Rohozów, a także wyjaśnienie petrografii skał podłoża krystalicznego w obrębie anomalii magnetycznych Zabłudowa i Tajna. 
Jednocześnie prowadził badania stratygraficzne i facjalno-petrograficzne starszego paleozoiku w obniżeniu podlaskim (tremadok, lanwirn, kambr dolny). Jako pierwszy w Polsce stwierdził bogaty zespół dictyonem w ciemnych łupkach ilastych tremadoku, pozwalający na wyróżnienie tremadoku dolnego i górnego. W 1969 otrzymał stanowisko adiunkta w Instytucie Geologicznym w Warszawie. W tym samym roku uzyskał stopień naukowy doktora nauk przyrodniczych za pracę Utwory dolnego ordowiku (tremadoku i arenigu) na obszarze Białowieży. Promotorem był Jerzy Znosko.
W następnych latach zajmował się utworami klastycznymi kambru górnego i tremadoku oraz węglanami arenigu i lanwirnu Polski północno-wschodniej, m.in. z okolic Lidzbarka Warmińskiego. Dzięki znalezieniu po raz pierwszy przewodnich trylobitów i ramienionogów ustalił wiek piaszczysto-węglanowych osadów kambru górnego z obniżenia perybałtyckiego. W drugiej połowie lat siedemdziesiątych badał osady tremadoku na Lubelszczyźnie, które uprzednio uznawane były za kambr środkowy, albo górny. W 1978 został przeniesiony do Zakładu Stratygrafii, Tektoniki i Paleogeografii Instytutu Geologicznego w Warszawie, w którym objął funkcję kierownika Pracowni Paleogeografii.
W latach 1979–1980 był oddelegowany przez Instytut Geologiczny jako inżynier geolog do Międzynarodowej Ekspedycji Geologicznej w Ułan Bator w Mongolii. Badania wówczas wykonane pozwoliły na wyjaśnienie budowy geologicznej obszaru Urgon-Szire w NE Mongolii. Po powrocie do Instytutu podjął badania osadów starszego paleozoiku (kambru górnego i ordowiku) z podłoża północno-wschodniego obrzeżenia Górnośląskiego Zagłębia Węglowego. W latach 1982–1984 współpracował z geologami radzieckimi z WSEGEI z Leningradu w badaniach metalogenezy zachodnich obszarów platformy wschodnioeuropejskiej.
W latach 1985–1988 Szymański został oddelegowany do Algierii do pracy w firmie EREM (Entreprise Nationale de Recherche Minière) w Boumerdes, gdzie kierował poszukiwaniami rud żelaza i przejawów mineralizacji polimetalicznej (Zn, Pb) w seriach węglanowych jury dolnej, kredy (apt) oraz trzeciorzędu (eocen). Stopień naukowy doktora habilitowanego otrzymał w 1990 w Instytucie Geologicznym w Warszawie z dorobku naukowego na temat ewolucji geologicznej wschodniej Polski na przełomie kambru i ordowiku. W tym samym roku Minister Ochrony Środowiska, Zasobów Naturalnych i Leśnictwa mianował go na stanowisko docenta w Państwowym Instytucie Geologicznym.
Na emeryturę przeszedł w 2009. Zmarł w Warszawie 6 czerwca 2013. Pochowany 12 czerwca 2013, na cmentarzu w Marysinie Wawerskim.

## Wybrane publikacje
- Szymański B., 1966, Łupki dictyonemowe warstw Krzyżańskich w rejonie Białowieży, Kwart. Geol., T. 10, nr 1, str. 44–55, Warszawa.
- Szymański B., 1968, Wapienie z oolitami żelazistymi środkowego ordowiku Białowieży i Mielnika, Kwart. Geol., T. 12, nr 1, str. 1–13, Warszawa.
- Jerzy Znosko, Szymański B., 1968, Tremadoc and Arenig of North-Eastern Poland and their significance to the adjacent areas, Biul. Inst. Geol., T. 237, str. 29–37, Warszawa.
- Szymański B., 1971, Dolny ordowik północno-wschodniej części obniżenia podlaskiego, Kwart. Geol., T. 15, nr 3, str. 528–544, Warszawa.
- Szymański B., 1972, Skały oolitowe dolnego kambru północno- wschodniej części obniżenia podlaskiego, Kwart. Geol., T. 16, nr 1, str. 53–68, Warszawa.
- Zdzisław Modliński, Szymański B., 1972, Dolny tremadok w rejonie Lidzbarku Warmińskiego, Kwart. Geol., T. 16, nr 2, str. 274–288, Warszawa.
- Szymański B., 1973, Osady tremadoku i arenigu na obszarze Białowieży, Prace Instytutu Geologicznego, t. 69, Warszawa.
- Szymański B., 1974, Tremadok obniżenia perybałtyckiego, Kwart. Geol., T. 18, nr 2, str. 223–242, Warszawa.
- Szymański B., 1976, Zarys petrografii kambru górnego wschodniej części obniżenia perybałtyckiego, Kwart. Geol., T. 20, nr 4, str. 701–716, Warszawa.
- Szymański B., 1977, Kambr górny wschodniej części obniżenia perybałtyckiego, Kwart. Geol., T. 21, nr 3, str. 417–435, Warszawa.
- Kazimiera Lendzion, Modliński Z., Szymański B., 1979, Tremadok Lubelszczyzny, Kwart. Geol., T. 23, nr 4, str. 713–725, Warszawa.
- Szymański B., 1984, Mikrofacje osadów węglanowych arenigu w północno-wschodniej części obniżenia podlaskiego, Kwart. Geol., T. 28, nr 2, str., Warszawa.
- Szymański B., 1984, Osady tremadoku i arenigu w północno-wschodniej Polsce, Prace Inst. Geol., T. 118, Warszawa.
- Modliński Z., Szymański B., 1997, The Ordovician lithostratigraphy of the Peribaltic Depression (NE Poland). Kwart. Geol. Vol.41 nr 3 s.273–288, Warszawa.
- Nehring-Lefeld M., Szymański B., 1998, Ordovician stratigraphy in the Żarki-Mysłów area (NE margin of the Upper Silesian Coal Basin). Kwart. Geol. Vol.42 nr 1 s.29–40, Warszawa.
- Szymański B., Lech Teller, 1998, The Silurian stratigraphy of the Zawiercie–Żarki area (NE margin of the Upper Silesian Coal Basin). Kwart. Geol. Vol.42 nr 2 s.183–200, Warszawa.
- Szymański B., 1998, Petrology and lithofacies of the Tremadoc epicontinental-marine siliciclastic sequence in the Lublin area (SE Poland). Kwart. Geol. Vol.42 nr 4 s.421–437, Warszawa.
- Modliński Z., Szymański B., 2001, The Ordovician stratigraphy and palaeogeography of the Nida-Holy Cross Mts. area, Poland – a review. Geol. Quart. Vol.45 nr 4 s.417–433, Warszawa.
- Modliński Z., Szymański B., 2001,Szymański B., 2001, The Silurian of the Nida, Holy Cross Mts. and Radom areas, Poland – a review. Geol. Quart. Vol.45 nr 4 s.435–454, Warszawa.
- Modliński Z., Szymański B., 2001, Stratygrafia i litologia ordowiku Suwalszczyzny (północno-wschodnia Polska). Biul. Państw. Inst. Geol. nr 394 s.55–71. Warszawa.
- Szymański B., 2002, Petrografia skał węglanowych ordowiku Suwalszczyzny. Biul. Państw. Inst.Geol. nr 402 s.133–171, Warszawa.
- Modliński Z., Victor Pushkin, Szymański B., 2003, Lithofacies and fauna associations from the Llanvirnian and Caradocian of the Podlasie-Brest Depression. W: Stratigraphy and paleontology of geological formations of Belarus. Minsk, 30–31.01.2003. Minsk: Nationalnaja Akademija Belarusi, Institut Geologiceski Nauk, 2003. s.202–207.
- Modliński Z., Szymański B., 2005, Litostratygrafia ordowiku strefy Biłgoraj-Narol (SE Polska). Biul. Państw. Inst. Geol. 2005 nr 416 s.45–79, Warszawa.